# Барановка (Тернопольская область)
Барановка (укр. Баранівка) — село в Бережанской городской общине Тернопольского района Тернопольской области Украины.
До 2020 года входило в Бережанский район.
Код КОАТУУ — 6120482502. Население по переписи 2001 года составляло 250 человек.

## Географическое положение
Село Барановка находится на берегах реки Ценюв,
выше по течению на расстоянии в 1,5 км расположено село Куропатники,
ниже по течению на расстоянии в 1,5 км расположено село Шибалин.